# مينيسو بوبا
مينيسو بوبا أو منسواه بوبا (بالإنجليزية: Minusu Buba)‏ لاعب كرة قدم نيجيري ، كان يلعب لنادي طنطا المصري في مركز الهجوم. ظهر بوبا في الدوري المصري لأول مرة مع نادي أسمنت أسيوط موسم 2005-2006 وسجل خلاله 6 أهداف. ثم حقق لقب هدّاف الدوري المصري الممتاز مع نادي اتحاد الشرطة في موسم 2009–10 برصيد 14 هدف.

## روابط خارجية
- مينيسو بوبا على موقع قاعدة بيانات كرة القدم.إي يو (الإنجليزية)
- مينيسو بوبا على موقع Soccerway.com (الإنجليزية)